# Relaisdiagramm

Beispiel anhand einer einfachen Relaisschaltung

Ein Relaisdiagramm gehörte in der bis in die 1980er verwendeten elektromechanischen Fernmeldetechnik zu den Schaltplanunterlagen umfangreicher Relaisschaltungen. Es zeigt die zeitliche Reihenfolge der einzelnen Schaltvorgänge im Gesamtzusammenhang aller Teile der Relaisschaltung. Ein Relais ist ein elektromagnetisches Bauteil mit einem Anker und einem Kontaktsatz. Diese Bestandteile sind bewegte Massen und mit einer Trägheit behaftet, was bei Schaltvorgängen zu einer Verzögerung führt. Weitere Verzögerungen entstehen auf Grund der im Erregerstromkreis auftretenden elektrischen und magnetischen Vorgänge, wie Selbstinduktion der Spule, Wirbelströme im Spulenkern und Remanenz des Spulenkerns. Ein Relais benötigt deshalb beim Anziehen und beim Abfallen eine gewisse Schaltzeit für die Betätigung der Kontakte. Diese Schaltzeiten werden in der Symbolik des Relaisdiagramms berücksichtigt. Sie liegen im Bereich von einigen Millisekunden. Bei umfangreichen Relaisschaltungen können sich die Schaltzeiten einzelner Relais zu einer längeren Schaltzeit addieren.